# Marquesat de Vilanova i la Geltrú

Escut de Vilanova i la Geltrú, Garraf.

El marquesat de Vilanova i la Geltrú és un títol nobiliari espanyol creat durant el regnat d'Alfons XIII, per la reina regent Maria Cristina d'Àustria, a favor de Rafaela Torrents i Higuero, vídua de Josep Samà i Mota.
Aquest títol, però, havia estat concedit anys abans per Alfons XII a l'empresari i polític vilanoví Francesc Gumà i Ferran amb motiu de l'arribada del ferrocarril a Vilanova. Gumà amb modèstia va refusar el títol al·legant que no li agradaven les ostentacions.

## Marquesos de Vilanova i la Geltrú
|                         | Titular                            | Període                |
| Creació per Alfons XII  | Creació per Alfons XII             | Creació per Alfons XII |
| ----------------------- | ---------------------------------- | ---------------------- |
| I                       | Francesc Gumà i Ferran             | refusat                |
| Creació per Alfons XIII |                                    |                        |
| I                       | Rafaela Torrents i Higuero         | 1889-?                 |
| II                      | Salvador de Samà i de Sarriera     | 1909-1948              |
| III                     | Salvador de Samà i Coll            | 1955-1976              |
| IV                      | Jaume de Samà i Coll               | 1978-1979              |
| V                       | Maria Victòria de Samà i Coll      | 1981-1984              |
| VI                      | Xavier de Fontcuberta i de Samà    | 1984-2017              |
| VI                      | Mercedes de Fontcuberta i Caradini | 2018-actualitat        |

- Rafaela Torrents i d'Higuero, I marquesa de Vilanova i la Geltrú.

1. Va casar amb Josep de Samà i Mota. Li va succeir, del seu fill Salvador de Samà i Torrents, II marquès de Marianao i la seva esposa Dolors Sarriera, el fill de tots dos, el seu net:

- Salvador de Samà i Sarriera, II marquès de Vilanova i la Geltrú,III marquès de Marianao, Gentilhome Gran d'Espanya amb exercici i servitud del Rei Alfons XIII.

1. Casà amb María de las Mercedes Coll y Castell, Dama de la Reina Victòria Eugènia d'Espanya. Li succeí el seu fill:

- Salvador de Samà y Coll(1910-1976), III marquès de Vilanova i la Geltrú, IV marquès de Marianao. Solter. Sense descendents. Li succeí el seu germpa:

- Jaume de Samà i Coll (1913-1979), IV marquès de Vilanova i la Geltrú, V marquès de Marianao. Solter. Sense descendents. Li succeí la seva germana:

- Maria Victòria de Samà i Coll (1911-.), V marquesa de Vilanova i la Geltrú, VI marquesa de Marianao, XII comtessa de Solterra, XI marquesa de Santa Maria de Barberà (títol que va rehabilitar en 1984 i que va perdre en 1987 per haver-hi un tercer amb major dret).

1. Va casar amb Josep de Fontcuberta i Casanova Dalmases i Parrella, IV marquès de Vilallonga. Li va succeir el seu fill:

- Xavier de Fontcuberta i de Samà, VI marquès de Vilanova i la Geltrú.
- Mercè de Fontcuberta i Carandini, VII marquesa de Vilanova i la Geltrú.[2]

## Judici i empresonament del VI Marquès de Vilanova i la Geltrú
A l'abril de 2013, els mitjans de comunicació van informar que Xavier de Fontcuberta i la seva dona havien estat condemnats a dos anys i un mes de presó per un delicte continuat de coaccions cap als seus veïns.
El cas va tenir una àmplia repercussió en els mitjans de comunicació sent publicades notícies també en ABC y El Periódico així com en la Web del Col·lectiu de Víctimes de les Armes Electròniques Arxivat 2014-02-13 a Wayback Machine..